# Espada Suontaka

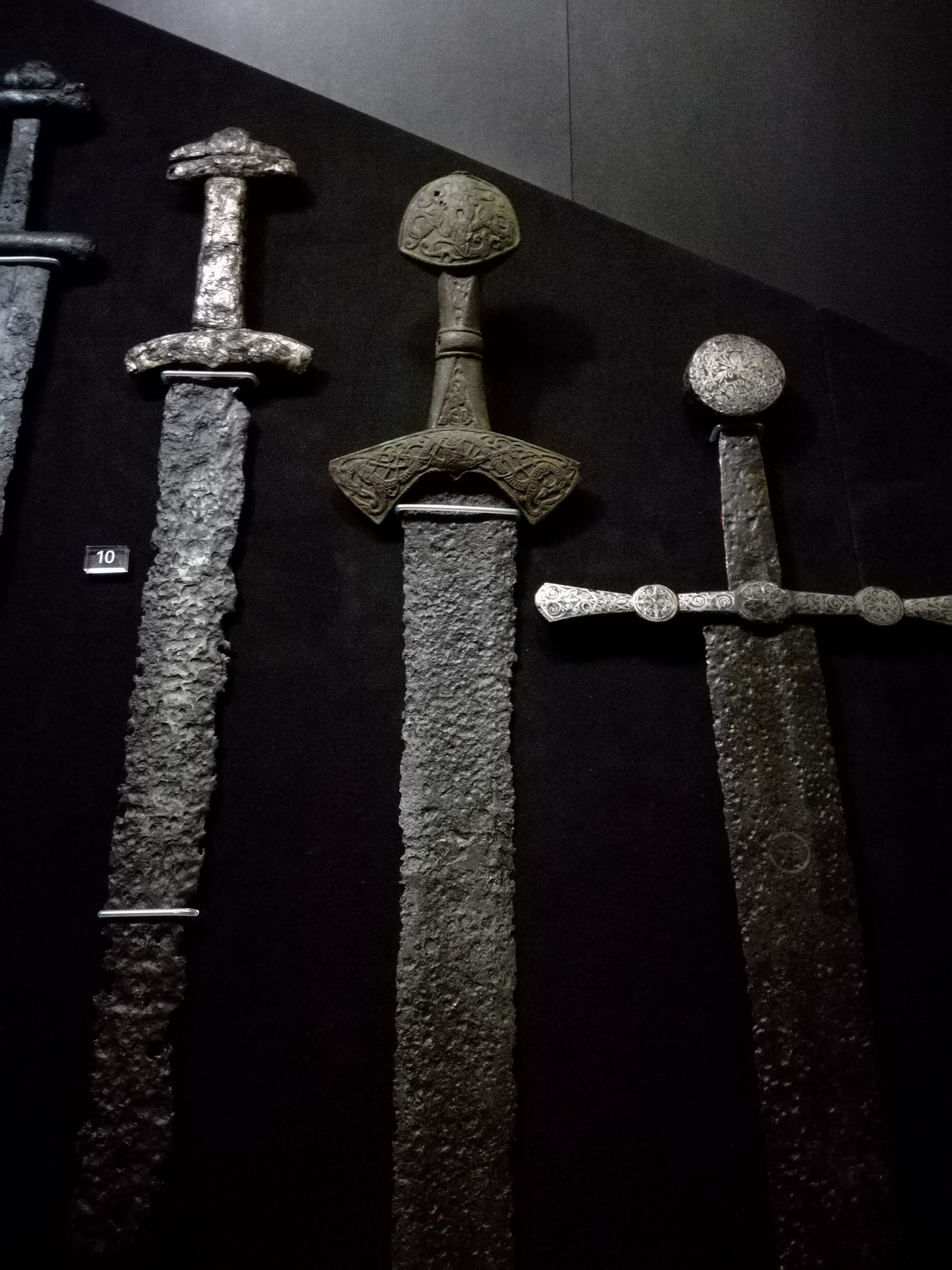
A Espada Suontaka no Museu Nacional da Finlândia em 2017

A espada Suontaka (em finlandês:  Suontaan miekka) foi encontrada no que foi anteriormente interpretada como o túmulo de uma mulher de alto status em Suontaka Vesitorninmäki, em Tyrväntö, na Finlândia, em 1968. Com base em um estudo publicado em 2021, a espada foi provavelmente escondida no túmulo algum tempo após o enterro. A sepultura data do final da Idade do Ferro nórdica, c. 1040–1174 dC, e também incluiu outra espada sem cabo com incrustações de prata que foi colocada diretamente com o cadáver enterrado. A análise de DNA antiga descobriu que o indivíduo provavelmente tinha síndrome de Klinefelter, indicada pela presença de cromossomos XXY. O indivíduo havia sido enterrado em um vestido feminino com três broches. De acordo com os autores do estudo de 2021, “o contexto geral do túmulo indica ser uma pessoa respeitada cuja identidade de gênero pode não ter sido binária”.
A espada com punho de bronze foi feita com cabo e punho inteiramente em bronze oco fundido. A lâmina da espada contém os textos +NMIN+ e +NIOIN+, que podem ser variações do texto “em nome de deus”. A espada é considerada uma obra de arte única para a época.
A vila de Suontaka fica em Häme, na Finlândia. Esta área de Häme é conhecida por suas numerosas descobertas de espadas e sítios arqueológicos. O tempo durante o qual a espada estava em uso foi um período próspero e violento na região de Häme. A espada original está em exposição no Museu Nacional da Finlândia.